# Миилу
Миилу (ест. Mõõlu) — село в Естонії, входить до складу волості Риуге, повіту Вирумаа.